# مورنه ون نیکرک
مورنه ون نیکرک (انگلیسی: Morné van Niekerk؛ زادهٔ ۱۷ اوت ۱۹۹۵) دوچرخه‌سوار اهل آفریقای جنوبی است.
از باشگاه‌هایی که در آن بازی کرده‌است می‌توان به سن میشل–اوبر۹۳ اشاره کرد.